# Toda (popolo)
Il popolo Toda è una piccola comunità pastorale che vive nell'isolato pianoro Nilgiri nel Sud dell'India. Prima del XVIII secolo coabitavano con altre comunità come i Badaga, i Kota e i Karuba in un sistema di caste allentato dove i Toda erano la casta più alta.
La popolazione Toda è passata da 700 a 900 unità nell'ultimo secolo.
Sebbene siano una frazione insignificante rispetto alla popolazione indiana, hanno attratto l'attenzione per la loro anomalia etnologica e per la diversità riscontrata rispetto ai loro vicini sia per quanto concerne la fisionomia che gli usi e costumi. Lo studio della loro cultura da parte di antropologi e linguisti si sarebbe dimostrato importante nel campo dell'antropologia sociale e l'etnomusicologia.
I Toda tradizionalmente vivono in insediamenti costituiti da tre a sette capanne con tetto di paglia, a forma di metà barile tagliato longitudinalmente, poste lungo i declivi dei campi utilizzati per la pastorizia. I Toda usano scambiare prodotti caseari con la popolazione vicina dei Nilgiri. La religione toda è fondata sul bufalo, e di conseguenza i rituali comprendono tutte le attività casearie, oltre che la consacrazione dei preti-lattai. Durante i rituali religiosi e funerari si compongono ed eseguono canzoni poetiche molto elaborate sul culto del bufalo. La poliandria fraterna era piuttosto comune nella tradizione della società toda, anche se adesso è stata in gran parte abbandonata. Durante l'ultimo quarto del XX secolo, alcune terre dei Toda adibite a pascolo vennero sfruttate per l'agricoltura da gente forestiera o per l'imboschimento decretato dal governo di Tamil Nadu.  Questi fattori hanno impoverito le risorse naturali causando la diminuzione delle mandrie di bufali. Tuttavia negli ultimi dieci anni la società e la cultura toda sono diventate oggetto di uno sforzo internazionale per il ripristino dell'ambiente in relazione alla cultura tradizionale. Adesso le terre dei toda fanno parte della Riserva della biosfera del Nilgiri, designata dall'UNESCO e sottoposta al vaglio dal suo Comitato per il Patrimonio Mondiale per essere ammessa nel patrimonio dell'umanità.

## Popolazione
Secondo M.B. Emeneau, i dati decennali del Censimento Indiano dei Toda corrispondono a: 1871 (693), 1881 (675), 1891 (739), 1901 (807), 1911 (676) (corretto a 748), 1951 (879), 1961 (759), 1971 (812). Questi dati, a suo giudizio, "giustificano le conclusioni secondo le quali che una cifra compresa tra 700 e 800 abitanti sia vicina alla norma e che le variazioni in entrambe le direzioni sono dovute da un lato a epidemie con lenta ripresa (1921 (640), 1931 ( 597) 1941 (630)) e dall'altro ad un eccesso di censimento (suggerito anche dagli agenti censimento per il 1901 e 1911, ed eventualmente per 1951). Un altro fattore di incertezza nei dati è l'inclusione o l'esclusione dei Toda cristiani dai vari enumeratori... Considerare una cifra compresa tra 700 e 800 potrebbe apparire pessimistico sia per il presente che per il futuro, dal momento che gli sforzi della sanità pubblica applicati alla comunità dovrebbero avere come risultato un aumento del tasso di natalità e di conseguenza, ci si aspetterebbe un aumento della popolazione. Tuttavia, le previsioni precedenti che indicavano il declino della comunità erano eccessivamente pessimiste e probabilmente infondate."

## Antropologia fisica
In accordo con il testo Insertions/Deletions Polymorphism in Tribal Populations of Southern India and their possible Evolutionary Implications, Human Biology. (Vol 75. No. 6 Dicembre 2003 di Vishwanathan, H., et altri) i Toda e Kota condividono i geni che li separano dalle altre tribù dell'altopiano del Nilgiri.

## Cultura e società

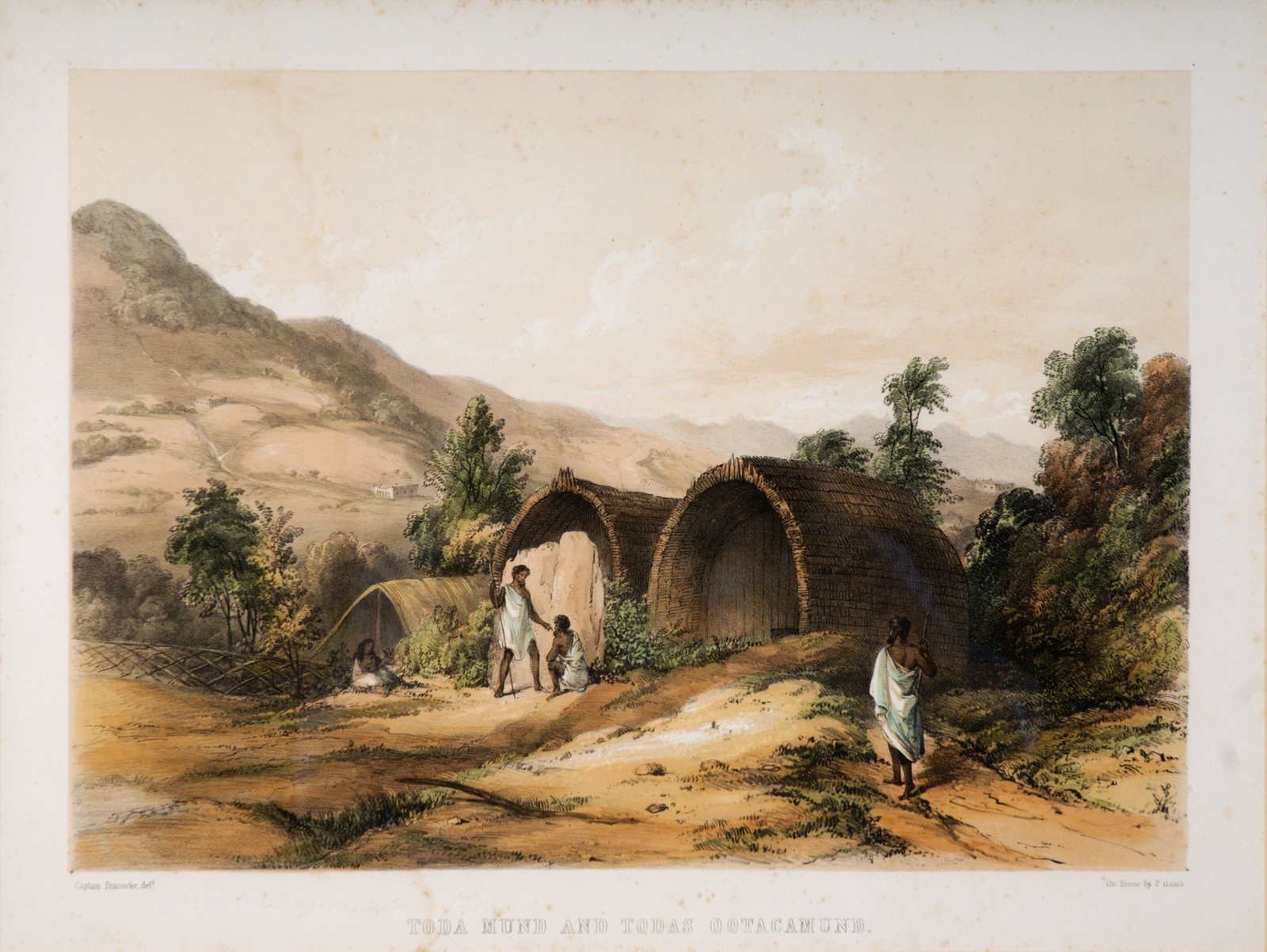
Mund e gente Toda di Stephen Ponsonby Peacocke, ca. 1839

### Abbigliamento
Il tipico abbigliamento toda è costituito da pezzo unico di stoffa che, come il plaid del montanaro scozzese, viene indossato al di sopra del dhoti per l'uomo e sopra la gonna per la donna.  I simboli presenti nei costumi tradizionali sono molto antichi e simili a quelli indossati nell'antica India.

### Economia
Le loro uniche occupazioni sono l'allevamento di bestiame e la produzione del latte.

### Matrimonio
Una volta i Toda praticavano la poliandria fraterna, per cui una donna sposava tutti i fratelli di una famiglia, ma adesso questa pratica è in disuso. Tutti i figli di questi matrimoni sono considerati del fratello maggiore. Le coppie della tribù contraggono il matrimonio da bambini. Il rapporto fra maschi e femmine è di tre a cinque, anche se precedentemente era diffusa la pratica dell'infanticidio femminile, oggi non più praticata ed illegale. I toda sono molto strettamente imparentati ai Kota sia etnicamente che linguisticamente.

### Alimentazione
I Toda sono vegetariani e non fanno consumo alcuno di carne, di uova che possano schiudersi e di pesce (tranne alcuni membri del villaggio che mangiano il pesce). Il latte di bufala viene trasformato in burro, latticello, yogurt, formaggio o bevuto così com'è. Il riso è la pietanza principale, mangiato insieme a prodotti caseari e curry.

## Religione

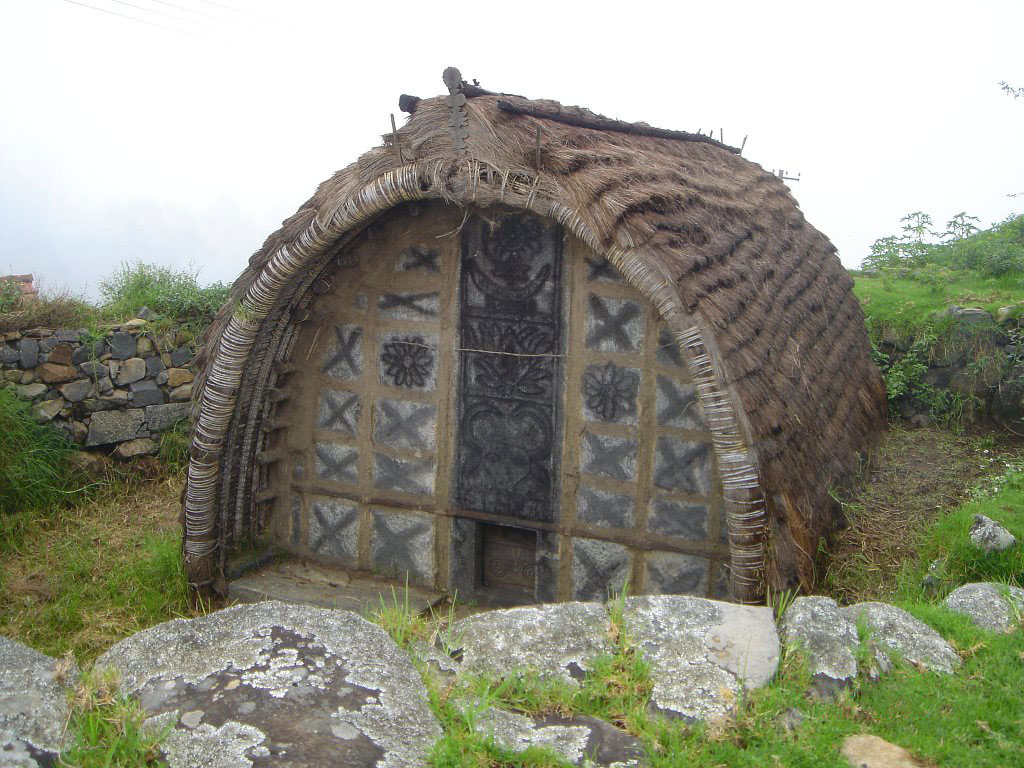
Tempio Toda a Muthunadu Mund vicino a Ooty, India.

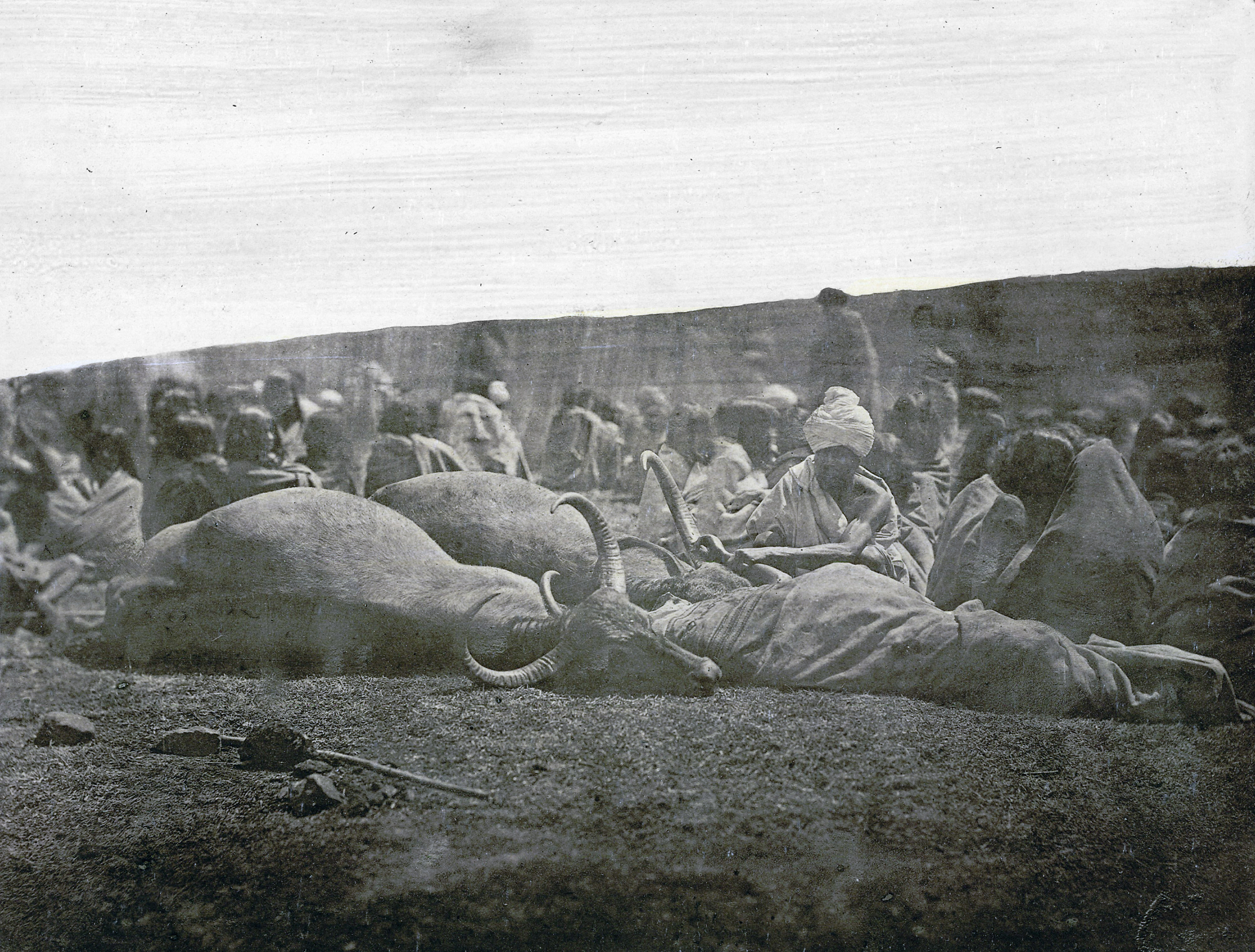
Fotografia (1871-72) di un funerale Toda

Secondo i Toda, la dea Teikirshy e suo fratello prima crearono il bufalo sacro e dopo il primo uomo Toda. La prima donna Toda invece venne creata a partire da una costola destra del primo uomo. La loro religione vieta di passare attraverso i ponti, i fiumi devono essere attraversati a piedi o a nuoto, inoltre i Toda non possono indossare nessun tipo di scarpe.
I templi sono costituiti da una fossa circolare rivestita da pietre e sono molto simili nell'aspetto e nella costruzione alle capanne Toda, dette dogles.
Da Il ramo d'oro di James Frazer: "Tra il Todas del Sud dell'India il sacro lattaio, che funge da sacerdote del caseificio sacro, è soggetto ad una serie di restrizioni fastidiose e pesanti durante tutta la sua permanenza in carica, che può durare molti anni. Così egli deve vivere nel caseificio sacro e non può mai visitare la sua casa o qualsiasi paese normale. Deve essere celibe, se è sposato, deve lasciare la moglie. In nessun caso una persona ordinaria può toccare il santo lattaio o il santo latte, un tale tocco significherebbe contaminare la sua santità e fargli perdere il suo ruolo.  Il suo ufficio è aperto solo due giorni alla settimana, vale a dire il lunedì e il giovedì, dove anche un semplice laico può avvicinarsi al lattaio, in altri giorni se ha qualche affare da trattare con lui, deve stare a distanza (alcuni dicono un quarto di miglio) e gridare il suo messaggio attraverso lo spazio intermedio. Inoltre, il santo lattaio non taglia i capelli o le unghie finché il suo mandato non finisce; non attraversa i fiumi da un ponte, ma attraverso i guadi e solo alcuni guadi. Se si verifica una morte nel suo clan, non può assistere alle cerimonie funebri, se prima non si dimette dal suo ufficio e discende dal rango elevato di lattaio a quello di un semplice e comune mortale. In effetti sembra che in passato avesse dovuto abbandonare i sigilli, o meglio i secchi, del suo ufficio ogni volta che ogni membro del suo clan lasciava questa vita. Tuttavia, questi vincoli pesanti sono obbligatori nella loro interezza solo per i lattai di classe altissima."

## Lingua Toda
La lingua toda, tipologicamente aberrante e fonologicamente difficile, appartiene alla famiglia delle lingue dravidiche. Oggi essa viene classificata (insieme alla vicina lingua kota) nel sottogruppo meridionale della storica famiglia del proto-dravidico-meridionale; si separa dal dravidico meridionale, dopo il kannada e il telugu, ma prima del malayalam. In termini linguistici moderni, l'aberrazione toda proviene da uno sproporzionato alto numero di regole morfologiche e sintattiche, di antica e recente derivazione, non rintracciabili in altre lingue dravidiche meridionali (tranne, in minima parte, nella lingua kota).

## Abitazioni Toda e Stile di vita

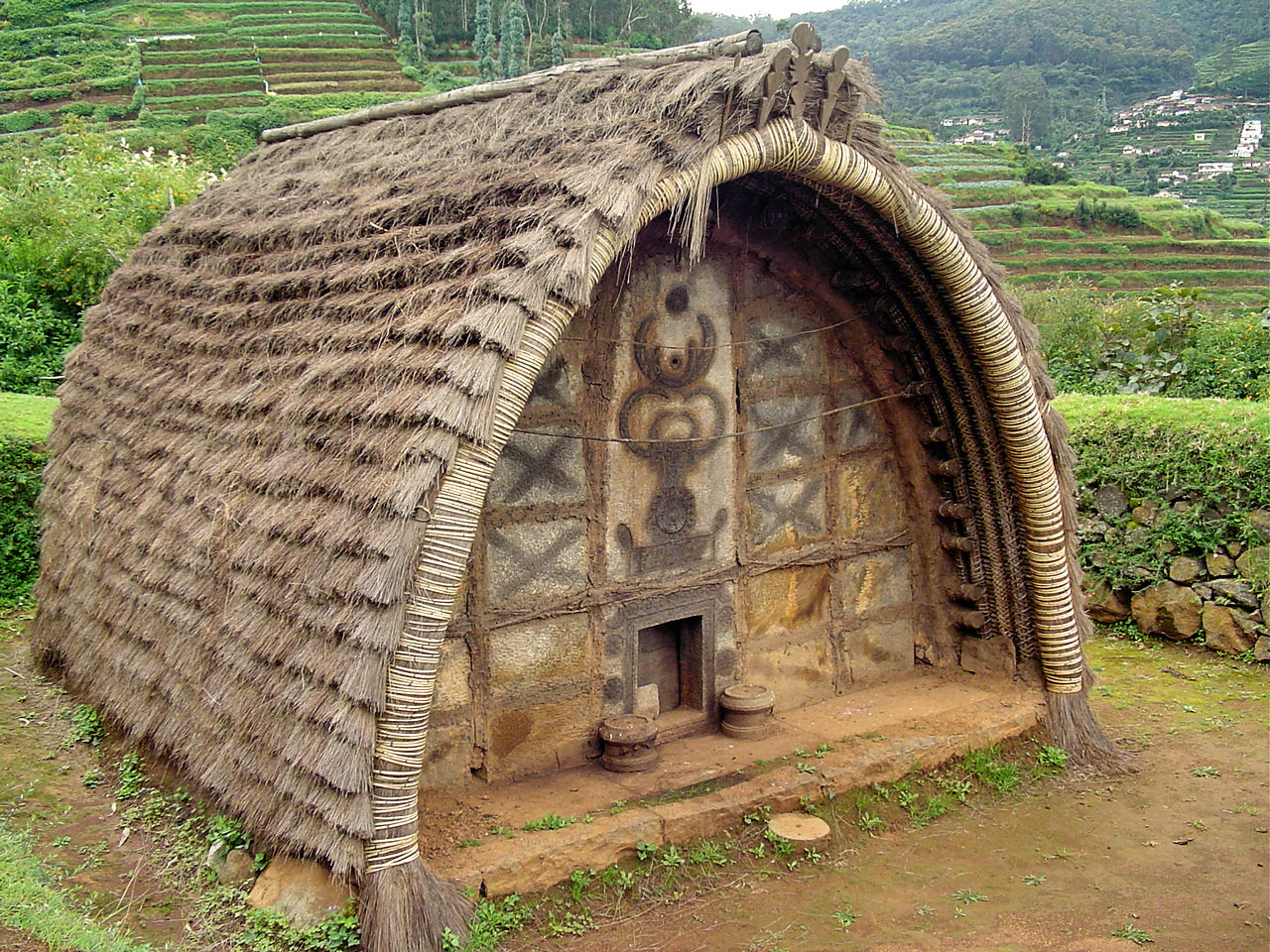
La capanna di una tribù toda a Nilgiris, India, nella cui facciata frontale decorata vi è una piccolissima porta.

I toda vivono in piccoli villaggi chiamati mund. Le capanne, a sezione ovale simile a una volta a botte, sono alte circa 3 metri, lunghe 5,5, e larghe 2,7 metri. Costruite con canne di bambù legate insieme con canne d'India e tetto imbastito di paglia, ogni capanna è circondata da un muretto di pietre grezze. Le facciate anteriore e posteriore sono di solito rivestite in materiale litico, (granito soprattutto). L'entrata è costituita da una piccola apertura frontale quadrangolare di circa 90x90 cm. Lo scopo di questa insolita piccola apertura è quello di proteggersi dalle insidie di animali selvaggi. La parte frontale della capanna è decorata con motivi artistici toda, un tipo di pittura murale su roccia. Le canne di bambù più spesse sono piegate per dare alla capanna la sua tipica forma, mentre quelle più fini vengono legate strette e parallele l'una all'altra al di sopra dell'ossatura, sopra la quale viene ammucchiata erba secca che formerà il tetto.
L'interazione inesorabile con la civiltà moderna ha causato molti cambiamenti nello stile di vita dei toda che, da pastori quali erano, si avventurano adesso sempre più nell'agricoltura e in altre occupazioni. Esclusivamente vegetariani un tempo, oggi notiamo già qualcuno di essi cibarsi con prodotti non di origine vegetale. Sebbene molti Toda abbiamo abbandonato le loro abitazioni tradizionali per case più moderne, sta prendendo piede adesso un movimento per ricostruire le case tradizionali. Durante l'ultima decade sono state costruite quaranta nuove capanne e molte delle fattorie sacre dei Toda sono state ristrutturate.